# Станіславка (Замойський повіт)
Станіславка (пол. Stanisławka) — село в Польщі, у гміні Ситно Замойського повіту Люблінського воєводства.
Населення — 203 особи (2011).
У 1975-1998 роках село належало до Замойського воєводства.

## Демографія
Демографічна структура станом на 31 березня 2011 року:
|          | Загалом | Допрацездатний вік | Працездатний вік | Постпрацездатний вік |
| -------- | ------- | ------------------ | ---------------- | -------------------- |
| Чоловіки | 98      | 22                 | 59               | 17                   |
| Жінки    | 105     | 25                 | 43               | 37                   |
| Разом    | 203     | 47                 | 102              | 54                   |

## Галерея

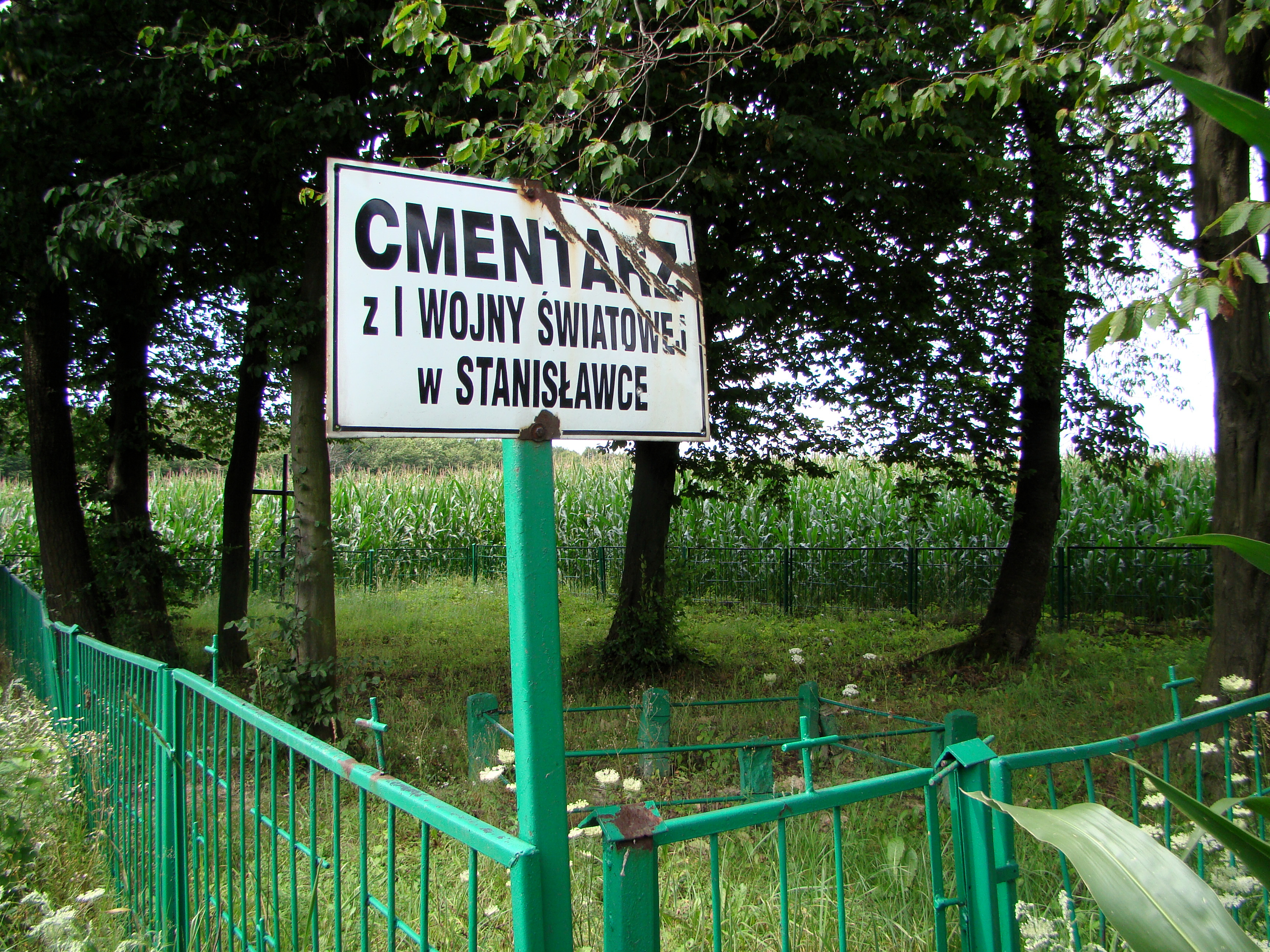
Військовий цвинтар часів Першої світової війни
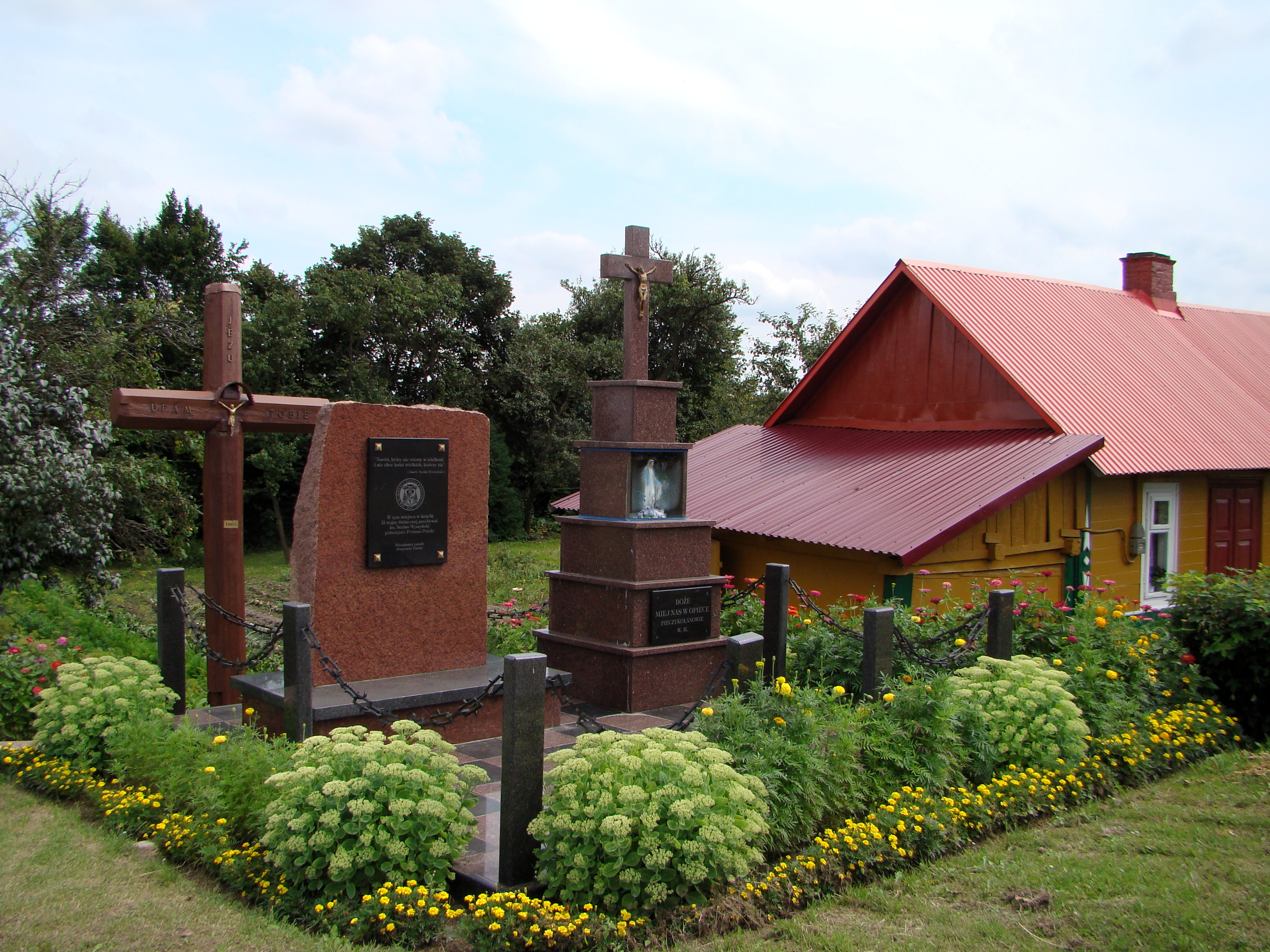
У цьому місці під час Другої світової війни жив ксьондз О. Стефан Вишинський
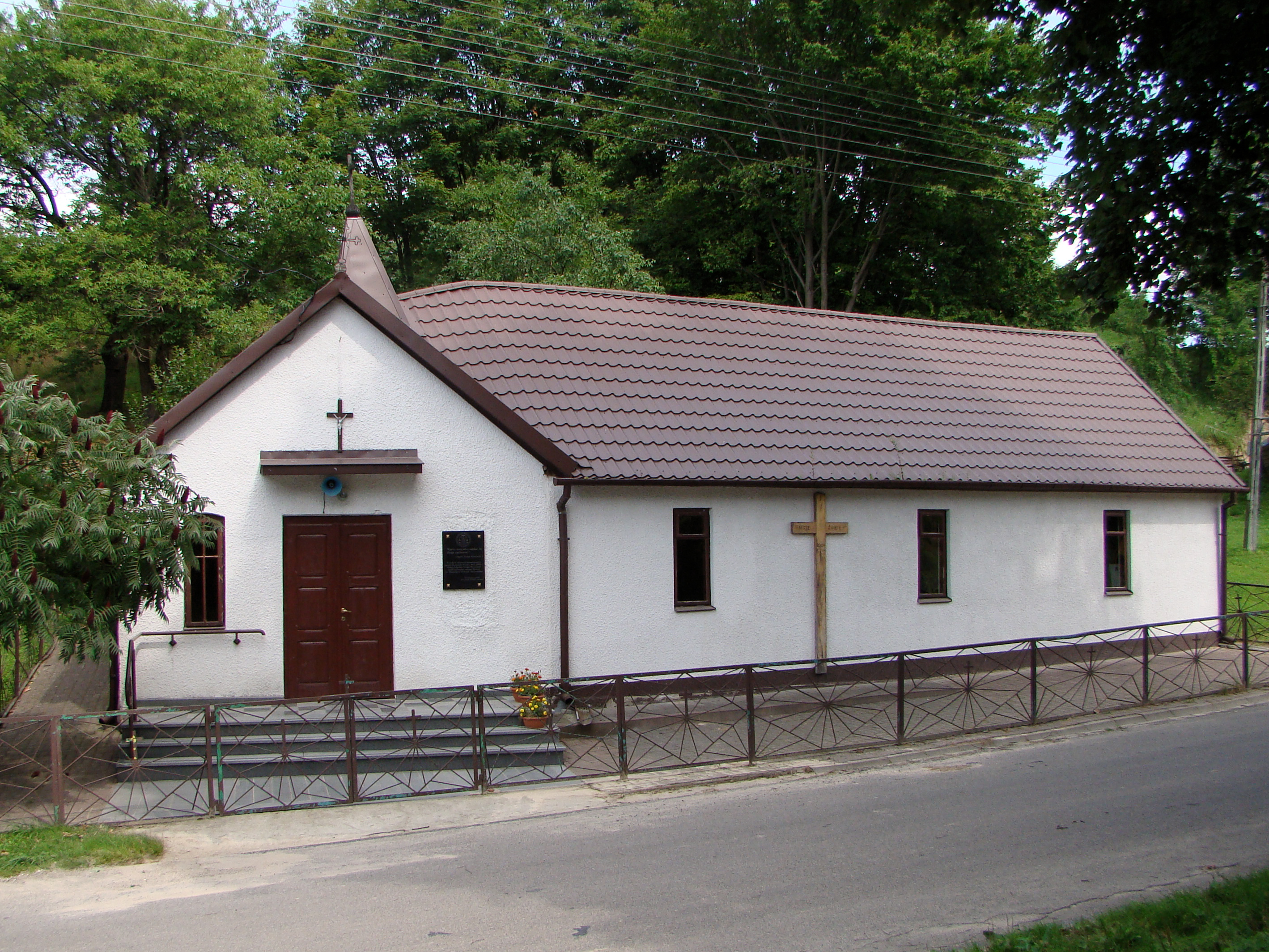
Капличка
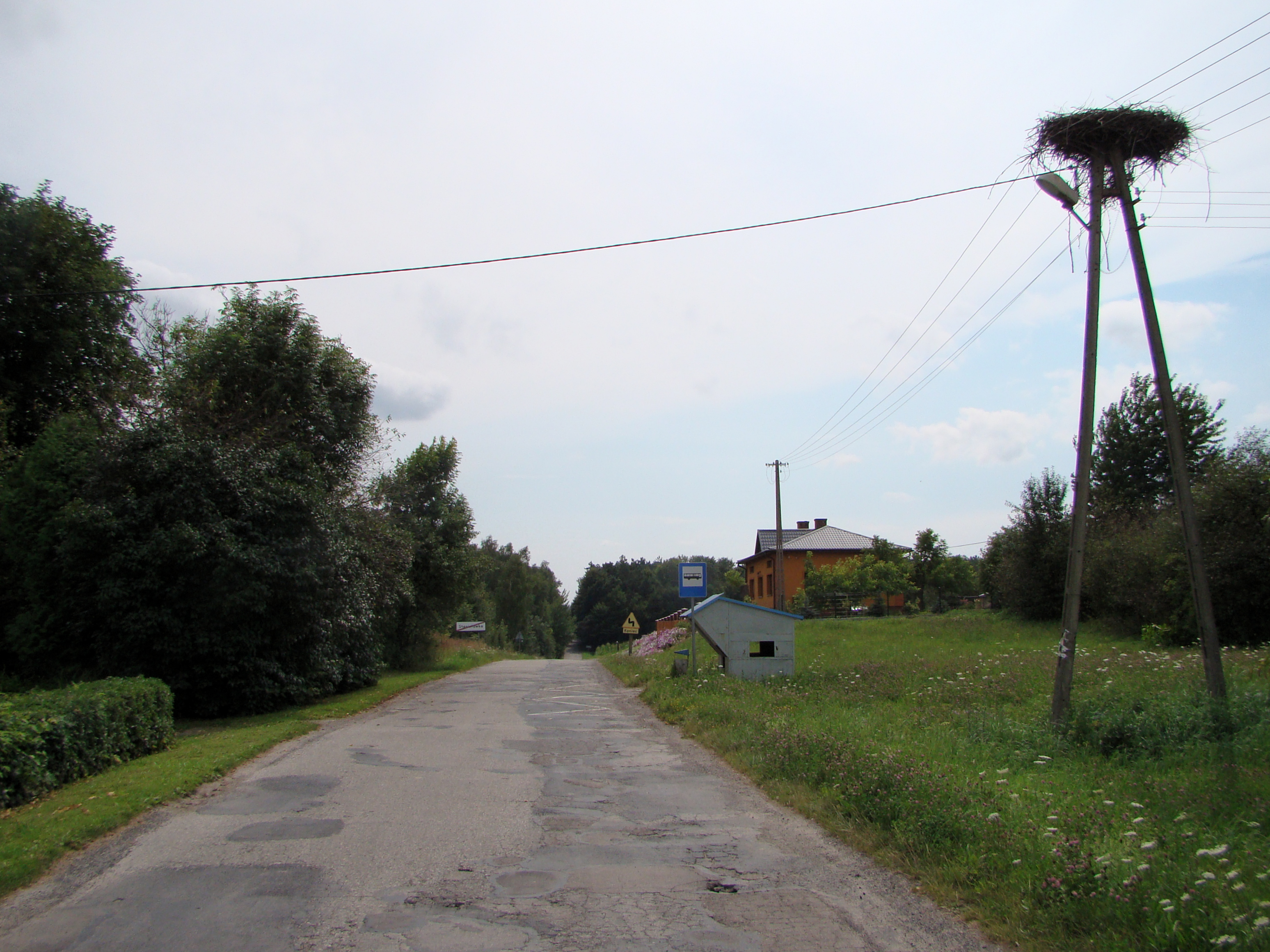
Вулиця села із автобусною зупинкою
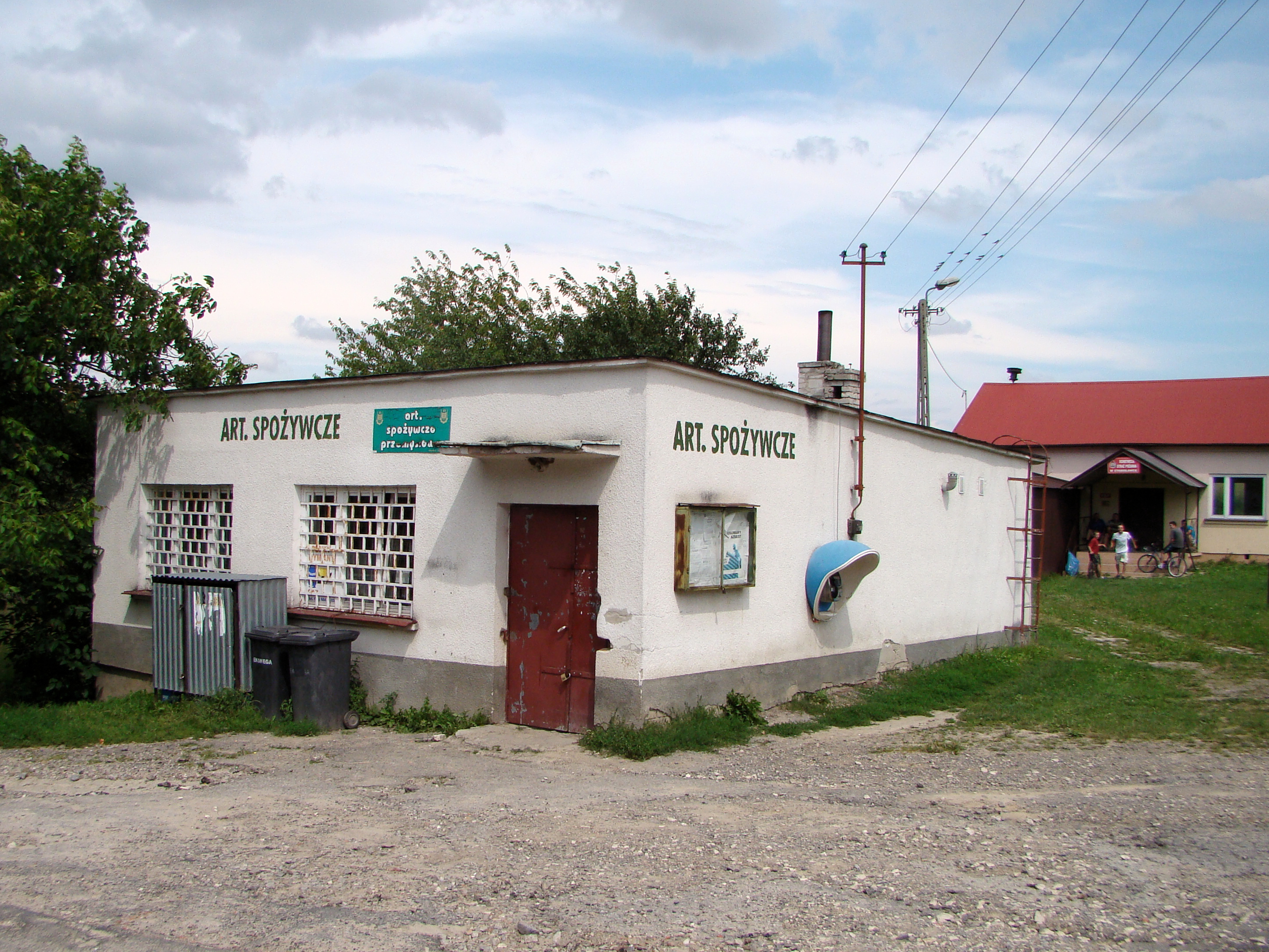
Магазин продовольчих товарів